# Интрузия
Интрузия (на латински: intrude – внедряван, вливам) е геоложки терми, употребяван в двояк смисъл:
1. Процес на внедряване на магма в скалите, изграждащи горните части на земната кора и нейното изстиване води до образуване на интрузивни скали.[1]
2. Геоложко тяло, изградено от магмени скали и образувано в процеса на внедряване и изстиване на разтопената магма в земната кора (интрузия, интрузивно тяло, плутон). По отношение на структурата на скалите, в които се вмества магмата се формират съгласувана и несъгласувана интрузия. Към първата се отнасят пластовите интрузии: лаколити, лополити и др., а към втората – батолити, щокове, силове дайки и др. В зависимост от дълбочината, на която е станало внедряването на магмата, се различават дълбочинна интрузия (абисална) и плитка интрузия (хипоабисална). При тези условия изстиването на магмата и въздействието ѝ върху околната среда са различни. На малка дълбочина изстиването става бързо, с образуването на тънкокристалинни или порфирови скали, а контактното изменение затихва на малка площ сред околните скали. За абисалната интрузия са характерни образуването на скали със средно- и едрозърнеста структура и много мощни изменения на околните скали.[1]